# Shimbiris
Shimbiris (arab. Dżabal Szinbiris) – szczyt w łańcuchu górskim Cal Madow. Leży w północnej Somalii, na terenie nieuznawanej międzynarodowo Republiki Somalilandu. Jest to najwyższy szczyt Somalii. Starsze pomiary wskazywały wysokość około 2416 m.